# UFC Fight Night: Rodríguez vs. Stephens
UFC Fight Night: Rodríguez vs. Stephens (também conhecido como UFC Fight Night 159 ou UFC on ESPN+ 17) foi um evento de MMA produzido pelo Ultimate Fighting Championship no dia 21 de setembro de 2019, na Mexico City Arena, em Cidade do México, México.

## Background
O duelo nos penas entre o vencedor do The Ultimate Fighter: América Latina Yair Rodríguez e Jeremy Stephens serviu de luta principal da noite.
O duelo nos palhas feminino entre Istela Nunes e a ex-campeã peso palha do Invicta FC Angela Hill estava programado para o evento. Porém, no dia 12 de agosto, Nunes foi removida do card após cair no exame antidoping. Ela foi substituída por Ariane Carnelossi.
Alex Perez era esperado para enfrentar Sergio Pettis no evento. Entretanto, Perez saiu do card no dia 26 de agosto por uma lesão. Ele foi substituído pelo estreante Tyson Nam.
Marion Reneau era esperada para enfrentar Irene Aldana no evento. Contudo, Reneau saiu do card em 11 de setembro por razões desconhecidas. Ela foi substituída pela estreante Vanessa Melo. Nas pesagens, Melo pesou 140 libras (63,5kg) ficando 4 libras acima do limite da categoria dos galos feminino de 136 libras (61,7kg) em duelos que não valem o cinturão. Ela foi punida em 30% de sua bolsa que foram para sua adversária.

## Card Oficial
Nota 1 Stephens não conseguiu continuar após receber uma dedada acidental no olho.  

## Bônus da Noite
Os lutadores receberam $50.000 de bônus:
- Luta da Noite:  Carla Esparza vs.   Alexa Grasso
- Performance da Noite:  Steven Peterson e  Paul Craig

## Ligações Externas
1. ↑  Nota 1